# DistroWatch
A DistroWatch egy weboldal, ami híreket, oldaltalálati ranglistát, disztribúciók kiadásainak csomaglistáját (általában a megjelenéskori csomagverziókkal) és más általános információt szolgálat számos Linux disztribúcióról és más Unix-szerű operációs rendszerről, mint az OpenSolaris, MINIX és a BSD.

## Története
2001. május 31-én jelent meg és azóta is működik. Kezdetben csak egy egyszerű összehasonlító táblázatnak indult, 5 főbb disztribúcióval és néhány tulajdonságukkal, amihez aztán egyre több disztribúciót, szolgáltatást és csomagot adtak hozzá, majd amikor már elég informatív állapotba került, a táblázatot áthelyezték egy HTML dokumentumba, és elérhetővé tették a neten. A Distrowatch.com az Unsigned Integer Limited terméke. Az alapítót, Ladislav Bodnart az eltelt évek alatt számtalan önkéntes hozzájáruló segítette az oldal felépítésében, bővítésében, karbantartásában.
Többek között ennek is köszönhető, hogy mára számtalan nyelven elérhetővé vált, mint pl.: magyar (részben), angol, német, francia, spanyol, portugál, japán, bengáli, kínai...

## "Népszerűségi ranglista"
A distrowatch külön-külön minden egyes disztribúció leírásának lapján méri a látogatottságot.
Néhány oldallátogató népszerűségi ranglistának tekinti, ellenben maga a distrowatch is kiemeli, hogy ezek a számok nem alkalmasak a használat, a minőség, vagy a piaci részesedés mérésére.
Eredeti célja alapján egy könnyed statisztika lenne a webhely látogatóinak körében a disztribúciók népszerűségének meghatározására az alapján, hogy ami érdekli az embereket, azokat az oldalakat többen és/vagy többször nézik meg. Mivel a Linuxot használók egy részét érdekli a disztribúciók népszerűsége - ha másért nem, hogy ne egy csak pár ember által használt disztrót telepítsenek, alacsony háttértámogatással - , ugyanakkor piaci részesedési statisztikák eddig nem álltak rendelkezésre, jelenleg sincsenek, és a közeljövőben sem várhatóak, jobb híján sokan ezt kezdték el statisztikának tekinteni. Mivel sokan népszerűségi mutatónak tekintették megnőtt az igény mind néhány disztribúció készítője, mind néhány rajongó felől, hogy az adott disztró a listán feljebb kerüljön. Ez az igény pedig megszülte a máig itt-ott előforduló találati szám felpörgetést.
2004 májusában az oldal a nyilvánosan megtekinthető harmadik felek számlálóiról belső számlálókra váltott. Ennek oka az volt, hogy maroknyi fegyelmezetlen személy folyamatosan visszaélt a számlálókkal, és egy-egy oldal látogatottságát nagyon felpörgették. A számlálók ma már nem jelennek meg az egyes disztribúciós oldalakon, de minden látogatás naplózásra kerül. Azért, hogy nehezebbé tegyék a számlálók pörgetését jelenleg naponta csak egy találat számít IP-címenként.
Ezzel egy átlagos, 1-2 IP címmel rendelkező ember már nem tud nagy eltéréseket okozni a statisztikában, de könnyen belátható, hogy a számlálókat még mindig viszonylag egyszerűen, az oldal feltörése nélkül lehet manipulálni (csak több IP címet kell használni).

### ellentmondások a statisztikákban (2021)
2021.10.05.-én már több, mint két éve tűnik a legnépszerűbbnek az MX Linux a distrowatch oldaltalálati rangsorán.
Míg a distrowatch-on majdnem 3-szor olyan népszerűnek tűnik az MX Linux az Ubuntu-nál, és ezzel vezető helyen is található, addig a közösségi oldalakon inkább több, mint 100-szoros lemaradásban van az Ubuntu-hoz képest és ezzel csupán sereghajtó pozícióban van.
|          | distrowatch              | Facebook      | Twitter       | Reddit        |
|          | találat/nap (éves átlag) | követők száma | követők száma | követők száma |
| -------- | ------------------------ | ------------- | ------------- | ------------- |
| MX Linux | 3 310                    | 613           | 4 107         | 5 334         |
| Ubuntu   | 1 355                    | 1 268 510     | 420 775       | 186 135       |

A Logout.hu-n többször is foglalkoztak a distrowatch statisztikák és a disztrók hivatalos közösségi oldalain mérhető követők számának összehasonlításával (2020, 2019, 2018, 2017-ban), és bár az utóbbi sem alkalmazható pontos piaci részesedés és/vagy általános népszerűség meghatározására, a statisztika jellegéből adódóan úgy tartják, ez legalább közelíti ezen mutatókat.